# The Upsidedown Mice
The Upsidedown Mice ist eine Kurzgeschichte für Kinder des britischen Schriftstellers Roald Dahl (1916–1990). Sie wurde erstmals 1974 bei Puffin Books, einer Kinderbuchsparte des Londoner Verlages Penguin Books, veröffentlicht. Eine weitere Veröffentlichung erfolgte 1996 durch das ebenfalls in London ansässige Verlagshaus HarperCollins. In deutscher Sprache ist diese Kurzgeschichte bisher noch nicht erschienen.
Bei der Kurzgeschichte The Upsidedown Mice handelt es sich um eine kindgerechte und zeitgemäßere Umarbeitung von Dahls Kurzgeschichte Smoked Cheese, die bereits 1945 veröffentlicht wurde und Erwachsene als Zielleser hatte.

## Handlung
In The Upsidedown Mice lebt der 87-jährige Labon allein in einem Haus, das von Mäusen befallen ist. Anfänglich toleriert Labon die Mäuse. Nach einer immer stärkeren Vermehrung will er sie jedoch loswerden. Er klebt Mausefallen an die Decke und steckt Käse in die Fallen. Als die Mäuse in der Nacht aus ihren Löchern kommen und die Mausefallen an der Decke sehen, stoßen sie sich gegenseitig an und brechen in schallendes Gelächter aus. Als Labon sieht, dass keine einzige Maus in eine Falle gegangen ist, klebt er einen Stuhl, einen Tisch, eine Stehlampe, einen Fernseher und einen Teppich jeweils kopfstehend mit der Unterseite nach oben an die Decke. Als die Mäuse in der nächsten Nacht wieder aus ihren Löchern kommen, machen sie sich immer noch lustig darüber, was sie in der Nacht zuvor gesehen haben. Aber als sie dann zur Decke schauen, vergeht ihnen schlagartig das Lachen und alle erschrecken. Da sie oberhalb von ihnen den Fußboden zu sehen glauben, meinen sie, auf der Decke zu stehen. Um wieder in der vermeintlich richtigen Richtung zum „Boden“ hin zu stehen, stellen sich alle Mäuse auf den Kopf. Daraufhin wird ihnen schwindlig und wegen der starken Blutansammlung im Gehirn verlieren alle das Bewusstsein. Am nächsten Morgen sieht Labon, dass der ganze Boden mit Mäusen übersät ist. Er sammelt die bewusstlosen Mäuse auf und steckt alle schnell in einen Korb. – Die Geschichte endet mit einem Sinnspruch: „Was man bedenken sollte: Immer wenn die Welt furchtbar auf dem Kopf zu stehen scheint, dann stelle sicher, dass du mit beiden Beinen fest auf dem Boden stehst.“

## Auf dem Kopf stehende Möbel an der Zimmerdecke in unserer Zeit

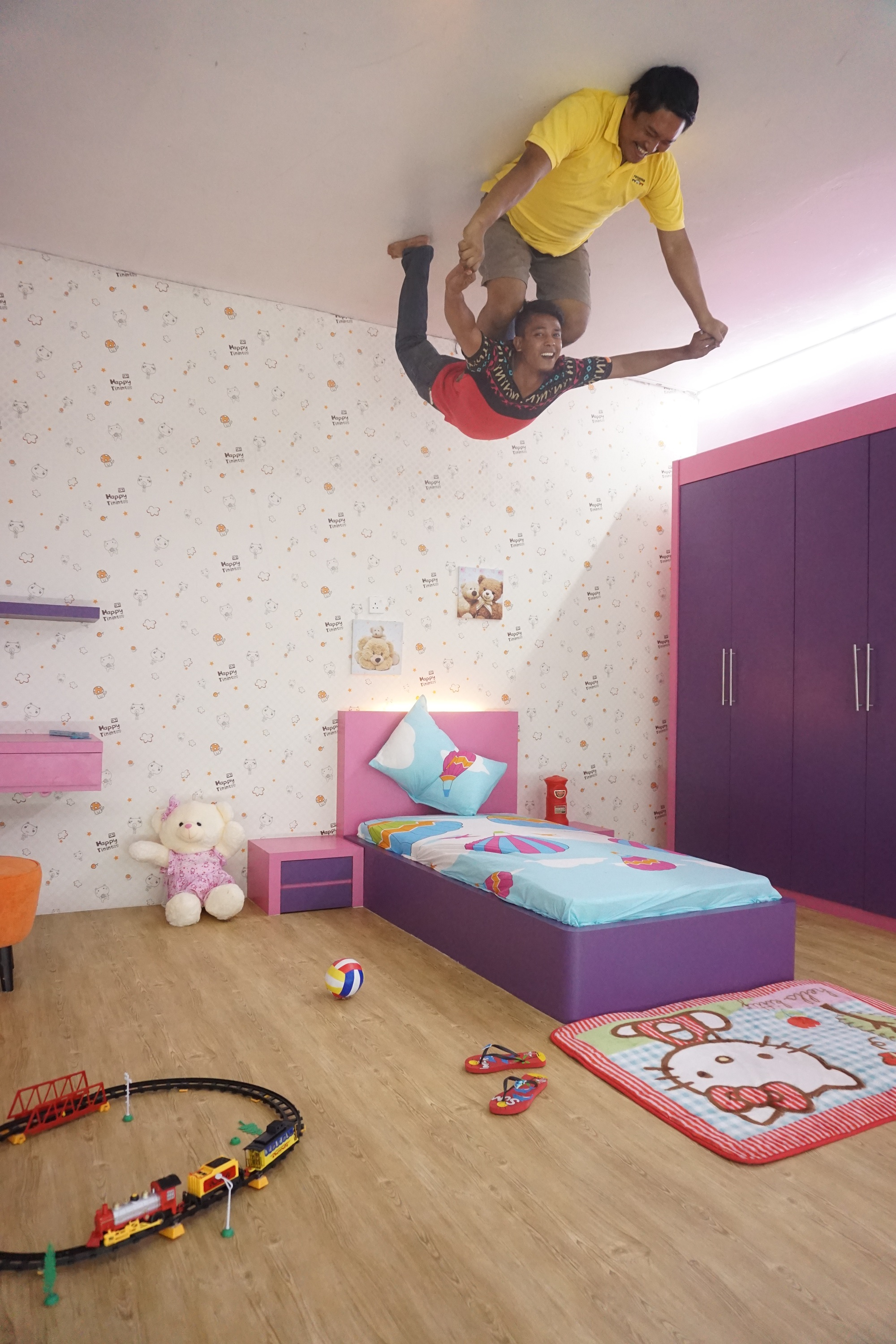
Kinderzimmer in einem auf dem Kopf stehenden Haus in Malakka, Malaysia

Roald Dahls Idee der auf dem Kopf stehenden Möbel an der Zimmerdecke, die er bereits 1945 veröffentlichte, wird auch in der Gegenwart verwirklicht. In auf dem Kopf stehenden Häusern (englische Bezeichnung Upside Down Houses), die weltweit in vielen Ländern als Touristenattraktion errichtet wurden, sind auch die Möbel auf dem Kopf stehend an der Decke angebracht. Der Besucher hat wie die Mäuse in The Upsidedown Mice und Smoked Cheese die Illusion, dass er falsch herum steht.